# Estadio Municipal Nelson Oyarzún Arenas
Het Estadio Municipal Nelson Oyarzún Arenas is een multifunctioneel stadion in Chillán, een stad in Chili. 
In het stadion is plaats voor 12.000 toeschouwers. Het is vernoemd naar Nelson Oyarzún Arenas, hij was coach van CD Ñublense.
Het stadion werd geopend in 1961 en gerenoveerd in 2008. Bij de renovatie werd het het bedrijf Judson & Olivos Arquitectos betrokken. Het duurde vanaf januari tot september 2008 en werd heropend op 2 november van datzelfde jaar. De kosten van deze renovatie waren $27 mln. Tussen 1961 en 1978 werd het Estadio Municipal de Chillán genoemd en tussen 1978 en 2008 Estadio Municipal Nelson Oyarzún.
Het stadion wordt vooral gebruikt voor voetbalwedstrijden, de voetbalclub CD Ñublense maakt gebruik van dit stadion. Het stadion werd ook gebruikt voor het wereldkampioenschap voetbal onder 17 van 2015. Er werden zes groepswedstrijden, een achtste finale en een kwartfinale gespeeld.